# حسن النقيب
حسن مصطفى النقيب (1924-2007) قائد عسكري وسياسي عراقي أحد مؤسسي حركة الضباط الاحرار في الخمسينات. شارك في الحرب عام 1967 وكان قائد للقوات العراقية في الأردن وتولى منصب نائب رئيس أركان الجيش العراقي حتى عام 1970 . في نهاية عام 1970 عين سفيراً للعراق في إسبانيا والفاتيكان، ثم في عام 1976 سفيرا للعراق لدى السويد والدول الإسكندنافية. حتى التحق بالمعارضة العراقية.

## الولادة والنشأة
من مواليد سامراء في عام 1924

## حرب حزيران
تحرك اللواء الثامن الآلي بقيادته يوم 5 يونيو - حزيران 1967 حال نشوب حرب حزيران 1967 من مقره الدائم في الرمادي إلى الأردن لينضم إلى القوات المشاركة في الحرب ، ويقود بعدها القوات العراقية في الأردن. عرفت قيادته باسم قيادة قوات صلاح الدين. شارك في حرب الاستنزاف في الجبهة الشرقية حتى عام 1970، إذ تم تعيينه معاونا لرئيس أركان الجيش العراقي.

## عمله كسفير ثم المعارضة
في نهاية عام 1970 وبسبب مواقفه الوطنية غير المؤيدة لسياسة البعث القائمة انذاك إذ كان بعثيا يساريا عين سفيرا للعراق في إسبانيا والفاتيكان، ثم في عام 1976 سفيرا للعراق لدى السويد والدول الإسكندنافية، ليترك موقعه في عام 1978 معارضا لنظام الحكم في العراق، حيث اختير ليكون المستشار العسكري لمنظمة التحرير الفلسطينية في دمشق. وفي عام 1982 شارك في القتال إلى جانب الفلسطينيين في بيروت.
ترأس الهيئة العراقية المستقلة مع طالب الشبيب، الذي اغتالته المخابرات العراقية في بيروت. صدر بحقه أكثر من حكم بالإعدام عام 1982 من قبل أجهزة النظام السابق لعمله الوطني لصالح أبناء شعبه. وللنقيب ثلاثة أبناء هم فلاح النقيب، وزير الداخلية الأسبق، وثائر وزياد.